# Ellesmere, Shropshire
Ellesmere este un oraș în comitatul Shropshire, regiunea West Midlands, Anglia. Orașul se află în districtul North Shropshire.